# Kassebruch
Kassebruch (tot 1934 Cassebruch) is een dorp en voormalige gemeente in het Landkreis Cuxhaven in de deelstaat Nedersaksen. Kassebruch was in 1974 een van de gemeenten die ging samenwerken in de Samtgemeinde Hagen. Na de opheffing van de samtgemeinde in 2014 werd het dorp deel van de eenheidsgemeente Hagen im Bremischen.
In september 1869 werd het dorp Kassebruch door brand bijna geheel verwoest.
In Kassebruch en het direct in het zuiden aangrenzende Hagen in Bremischen leefden van ca. 1840 tot 1938, toen met de Kristallnacht de Holocaust door de nazi's in gang werd gezet, relatief veel Joden.